# 보령 바닷물 범람 사고
2008년 보령 바닷물 범람 사고(二千八年 保寧 - 氾濫事故)는 2008년 5월 4일 충청남도 보령시 남포면 죽도 선착장과 인근 갓바위에서 낚시객과 관광객 등 수십명이 갑작스런 바닷물 범람에 휩쓸리면서 9명이 숨지고 14명이 부상당한 사고이다.
기상청에서는 5월 5일 발표에서 비정상적인 해수 범람의 원인으로 인공적인 구조물이나 지형에 의해 국지적으로 파의 에너지가 증폭돼 나타난 현상이라 설명하였다.